# 蚂蚁河乡
蚂蚁河乡，是中华人民共和国吉林省白山市临江市下辖的一个乡镇级行政单位。

## 行政区划
蚂蚁河乡下辖以下地区：
蚂蚁河村、西北岔村、邱家岗村、小湖村、贾家营村、大顶子村、三棚湖村和兴旺村。